# جريفون (نظام المظلة)

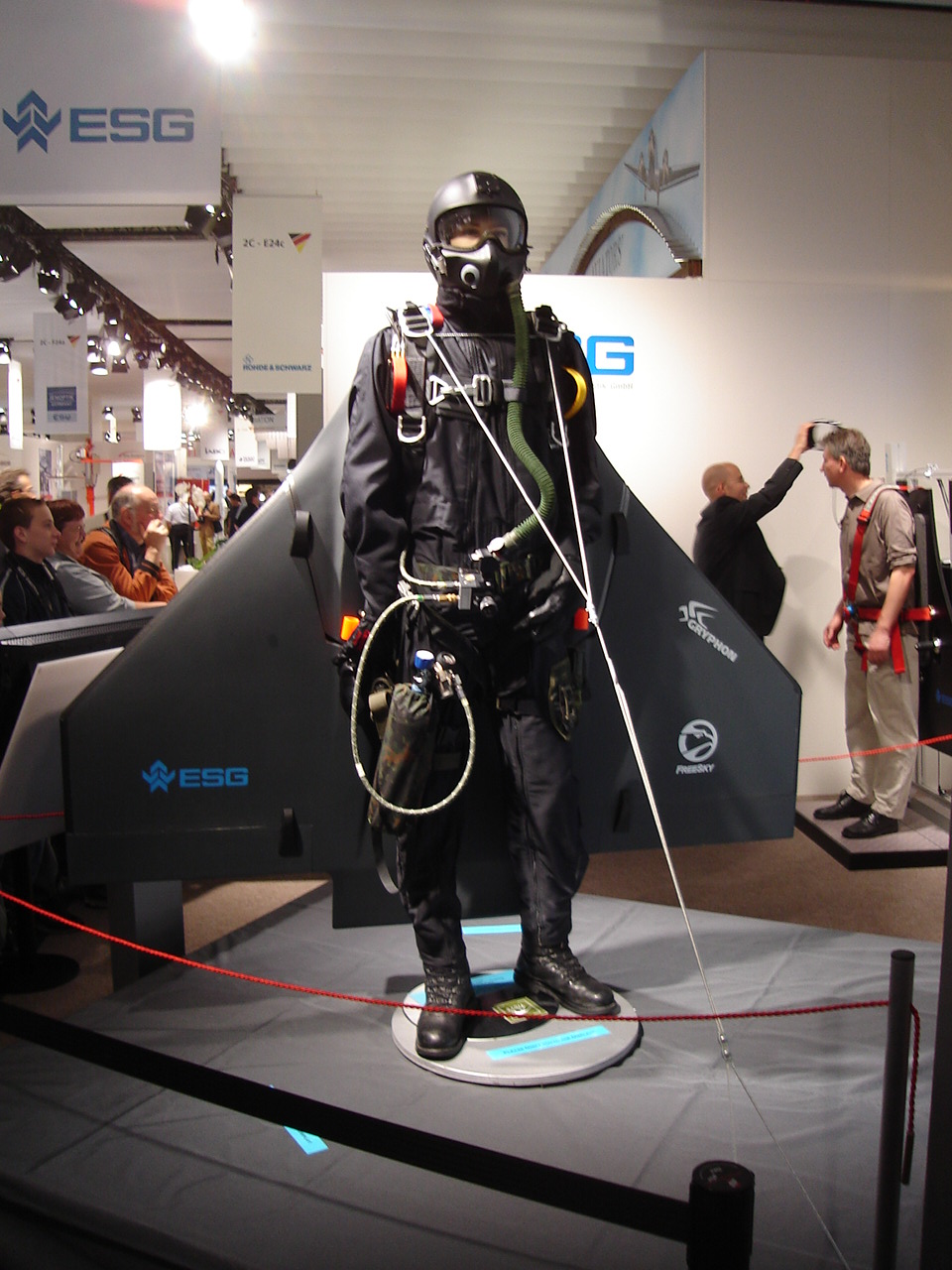

(نظام المظلة) عبارة عن حزمة أجنحة عسكرية تسمح حاليًا للمظليين بالخروج من طائرة على ارتفاع 10 كيلومترات ، ثم الطيران لمسافة 40 كيلومترًا أثناء حمل ما يصل إلى 100 رطل من المعدات. لا يزال النظام قيد التطوير والهدف ، وفقًا لـ Elektroniksystem- und Logistik-GmbH (مجموعة الأنظمة الإلكترونية واللوجستيات أو ESG) ، هو السماح للمظليين بالتحليق بسرعة تصل إلى 200 كيلومتر في الساعة ، وبالتالي تمكينهم من اختراق المجال الجوي للعدو و الحفاظ على سلامة الطائرة و عدم  الكشف عنها بواسطة الرادار